# Akce Neptun

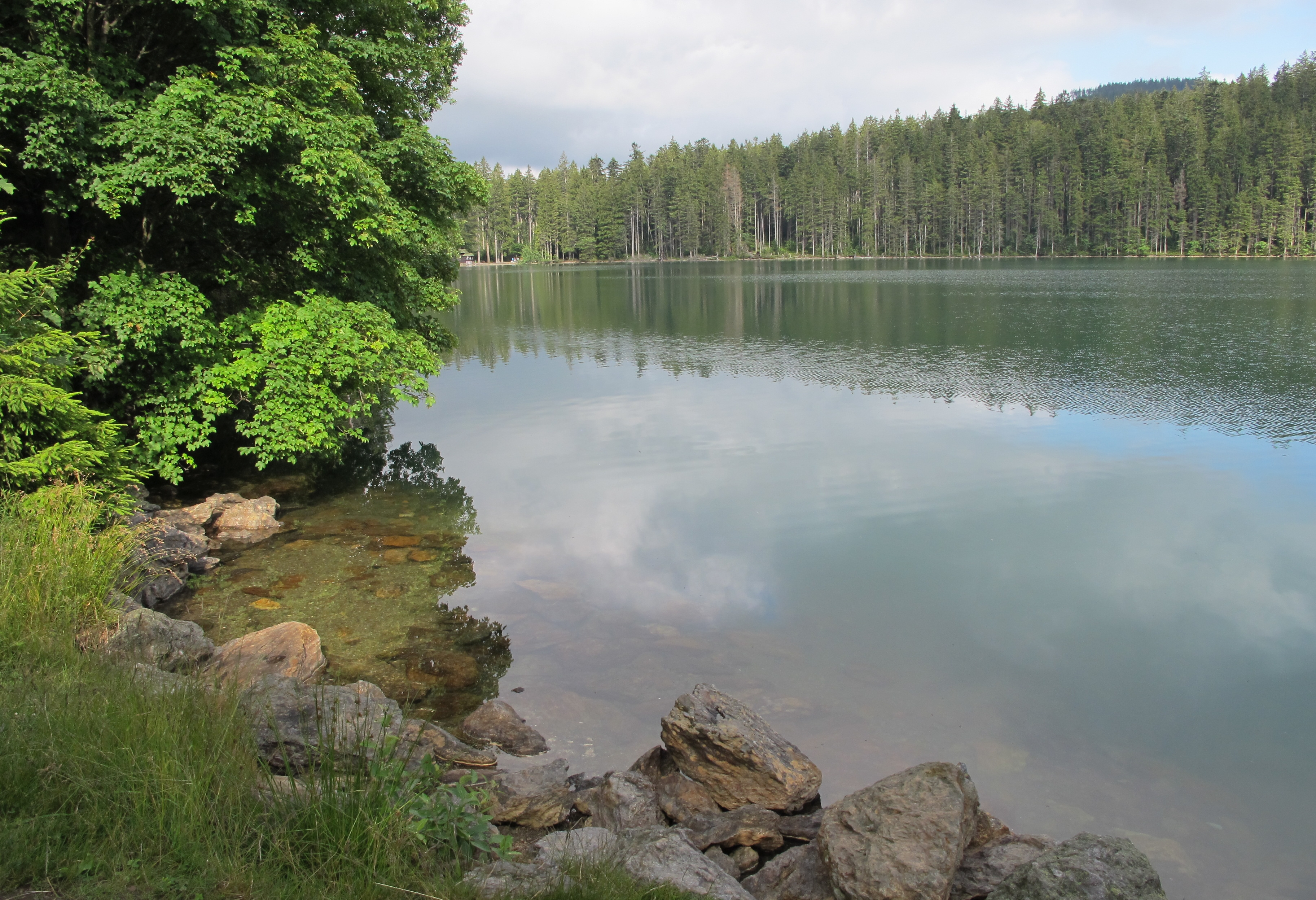
Černé jezero na Šumavě

Akce Neptun je krycí název jedné z nejúspěšnějších dezinformačních kampaní Státní bezpečnosti, při které byly v roce 1964 na dně Černého jezera na Šumavě objeveny bedny s tajnými nacistickými materiály, čehož komunistický režim využil na masivní propagandu v domácích i světových médiích.

## Cíl akce
Cílem celé Akce Neptun bylo mystifikovat a ovlivnit veřejné mínění v Československu a v zahraničí (hlavně v Rakousku a Německu) a zdiskreditovat některé západní politiky. V roce 1965 měla v Německu skončit lhůta promlčení nacistických zločinů. Hlavní cíl akce byl donutit západoněmeckou vládu, aby byla tato lhůta prodloužena. Západní Německo mělo být díky kampani představené jako nástupce nacistického Německa. Kromě toho bylo záměrem akce znejistit Západ tím, že mezi nalezenými dokumenty jsou záznamy nacistických donašečů.

## Příprava akce
Akci Neptun připravilo nové oddělení československé rozvědky, tzv. odbor aktivních opatření. Tento odbor se zabýval dezinformacemi, propagandou a politickými provokacemi vůči Západu. Akce byla inspirována nálezem množství falešných anglických liber z nacistické padělatelské dílny. Ty byly nalezeny na dně jezera Toplitzsee v roce 1963. Příležitost k zinscenování senzačního nálezu se naskytla, když se redaktoři oblíbeného televizního magazínu Zvědavá kamera zkoušeli prozkoumat Čertovo a Černé jezero v šumavských lesích. Jedním z potápěčů Svazu pro spolupráci s armádou, které si televize najala, byl totiž Ladislav Bittman – zástupce náčelníka dezinformačního oddělení. Bittman se po okupaci Československa stal jedním z nejznámějších defektorů, který utekl do USA, kde spolupracoval s americkou tajnou službou, přednášel, publikoval a odhalil pravé pozadí celé akce Neptun.

## Průběh akce
Dne 20. června 1964 byly z Prahy na Šumavu dovezeny čtyři bedny, které byly předem připraveny tak, aby vypadaly, že byly 20 let ukryty na dně jezera. Bedny byly naplněny čistým papírem, protože v té době ještě československá rozvědka neměla k dispozici tajné nacistické dokumenty. Ty měla dodat sovětská zpravodajská služba až později. V noci 21. června 1964 byly tyto bedny tajně uloženy na dno jezera. Několik dní poté na jezeře probíhalo pátrání, které dokumentoval televizní štáb. Redaktoři o zinscenování celého nálezu nevěděli. Ladislav Bittman jako jeden ze svazarmovských potápěčů nasměroval hledače k bedně, která byla nakonec opravdu objevena 3. července 1964. Nález byl nahlášen úřadům a iniciativu převzali policejní a vojenští potápěči. Bedny byly vyzvednuty z jezera a za účasti kamer převezeny do Prahy. 16. července 1964 vydalo Ministerstvo vnitra oficiální zprávu o nálezu nacistických písemností na Šumavě. Oznámení vyvolalo velký ohlas médií, a to i v zahraničí. Následovala kampaň v televizi a v novinách, která vyvrcholila 15. září 1964 tiskovou konferencí za účasti československého ministra vnitra Lubomíra Štrougala. Ten seznámil veřejnost s obsahem nalezených beden. Dokumenty podle něj obsahovaly písemné důkazy o tom, že Západní Německo a Rakousko jsou prošpikovány přisluhovači nacistického režimu. Tisková konference měla velký ohlas ve světě. Celý nález působil velmi věrohodně a mystifikaci uvěřili jak novináři, tak i veřejnost.

## Dopady akce
Akce splnila své cíle. Dokumenty vzrušily světovou veřejnost, zahraniční organizace stíhající nacistické zločince stupňovaly své úsilí. Mnoho materiálů bylo využito ke kompromitovaní západoněmeckých, rakouských či italských politiků. Způsobily odchod některých[který?] politiků ze scény i několik[který?] sebevražd. Pravé pozadí diskreditační a dezinformační operace odhalil veřejnosti až v 70. letech samotný Ladislav Bittman.